# アンカラ城
アンカラ城（トルコ語：Ankara Kalesi）は、トルコのアンカラ市にある歴史的な要塞で、7世紀以降に建設された。最古の城塞は紀元前8世紀にフリギア人によって築かれ、紀元前278年にガラテヤ人によって再建された。城はローマ帝国、ビザンチン帝国、セルジューク帝国、オスマン帝国の時代で再建または改修された。

## 歴史と建築
この城は、350m×150mの範囲を囲む、間隔が狭い塔を持つ内側の城壁と、40mほど離れた塔を持つ外側の城壁で構成されている。どちらの城壁も、再利用された石材が大量に使われている。正確な建設年代は不明だが、どちらもペルシャ軍によるアンカラの占領と破壊（おそらく西暦622年）以降のものである（フォスは、内側の城壁はコンスタンツ2世の治世のものであろうと考えられている)。

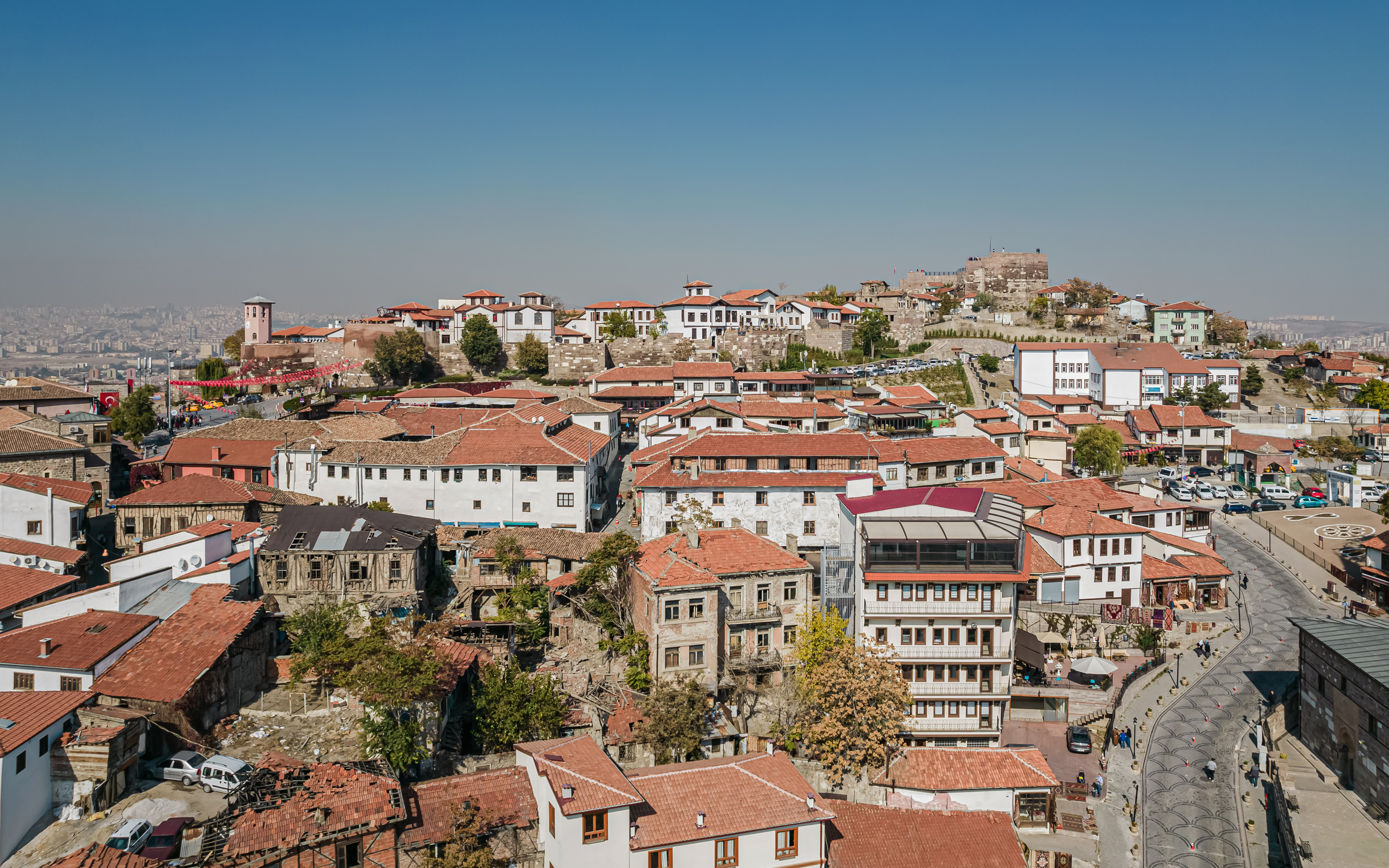
城塞の航空写真
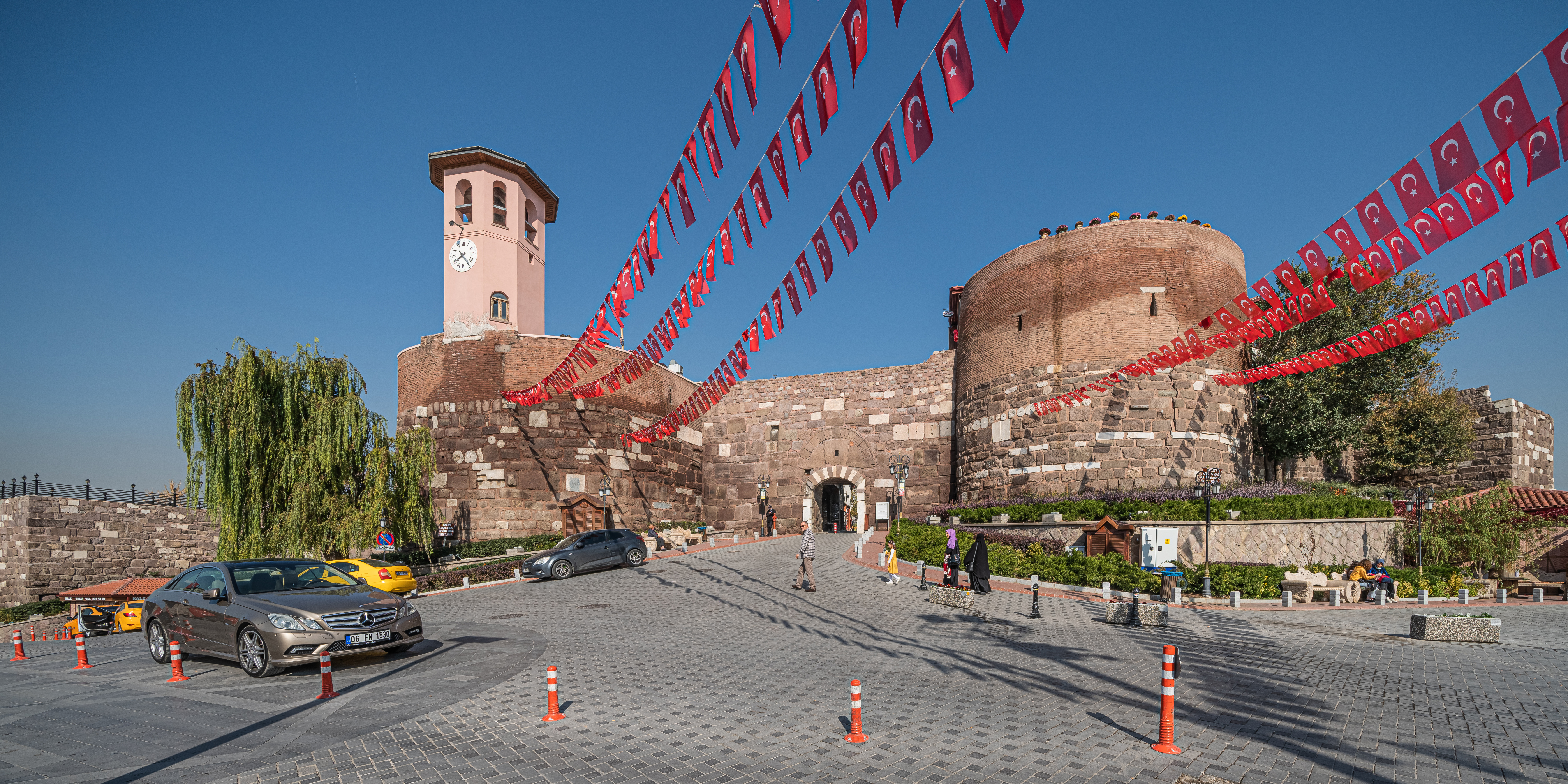
時計塔と正門
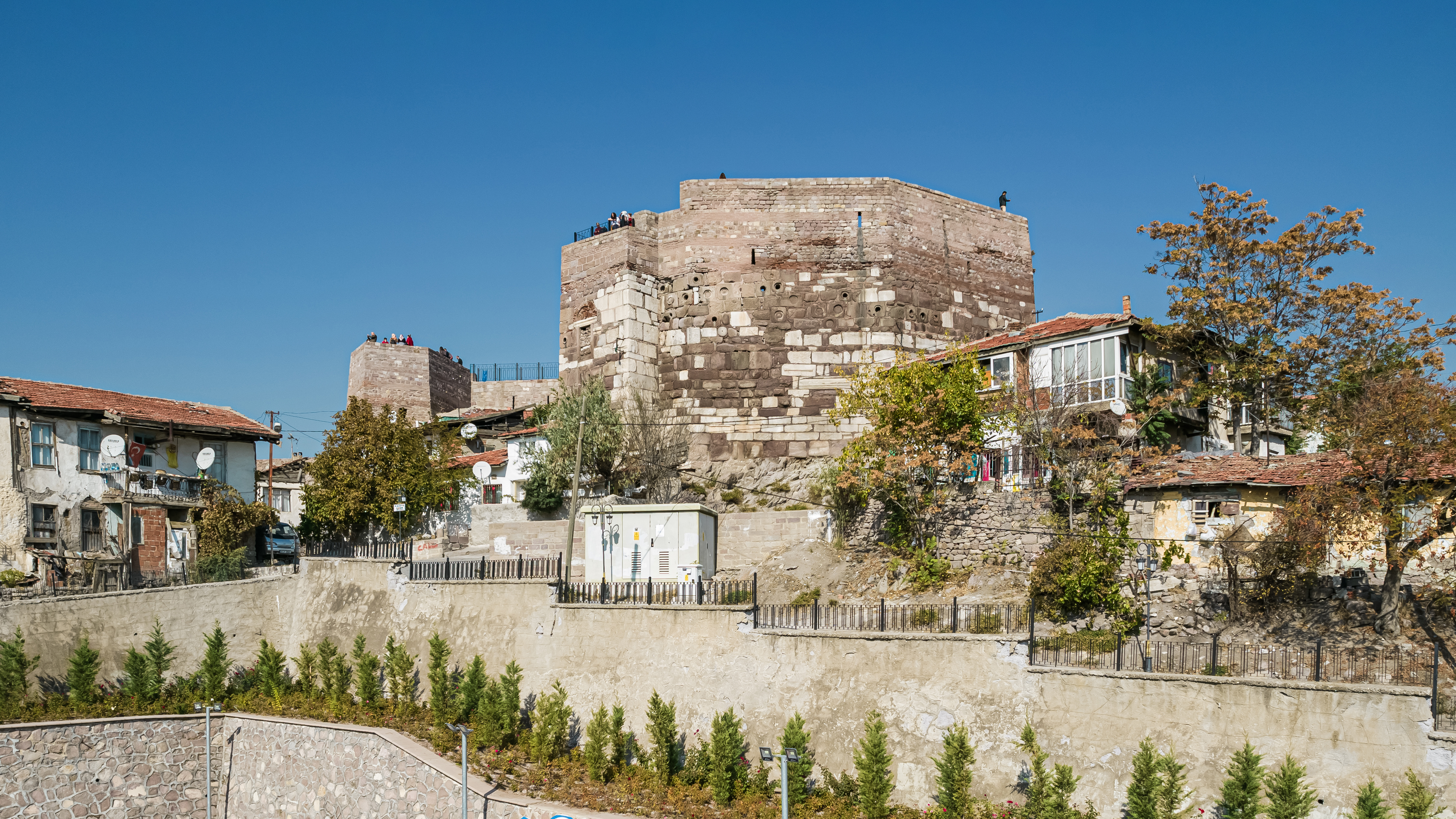
ダンジョンタワー
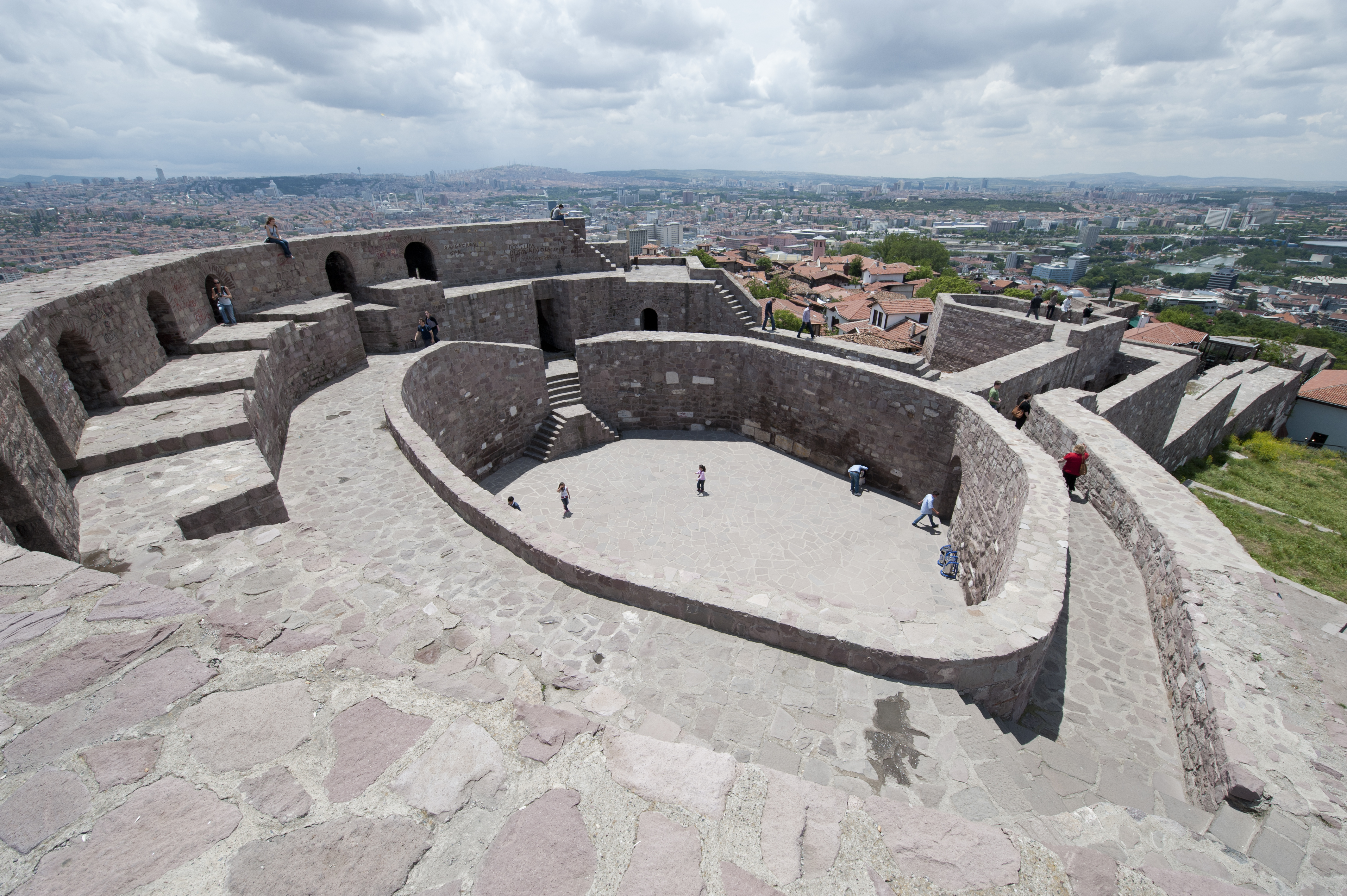
東の城
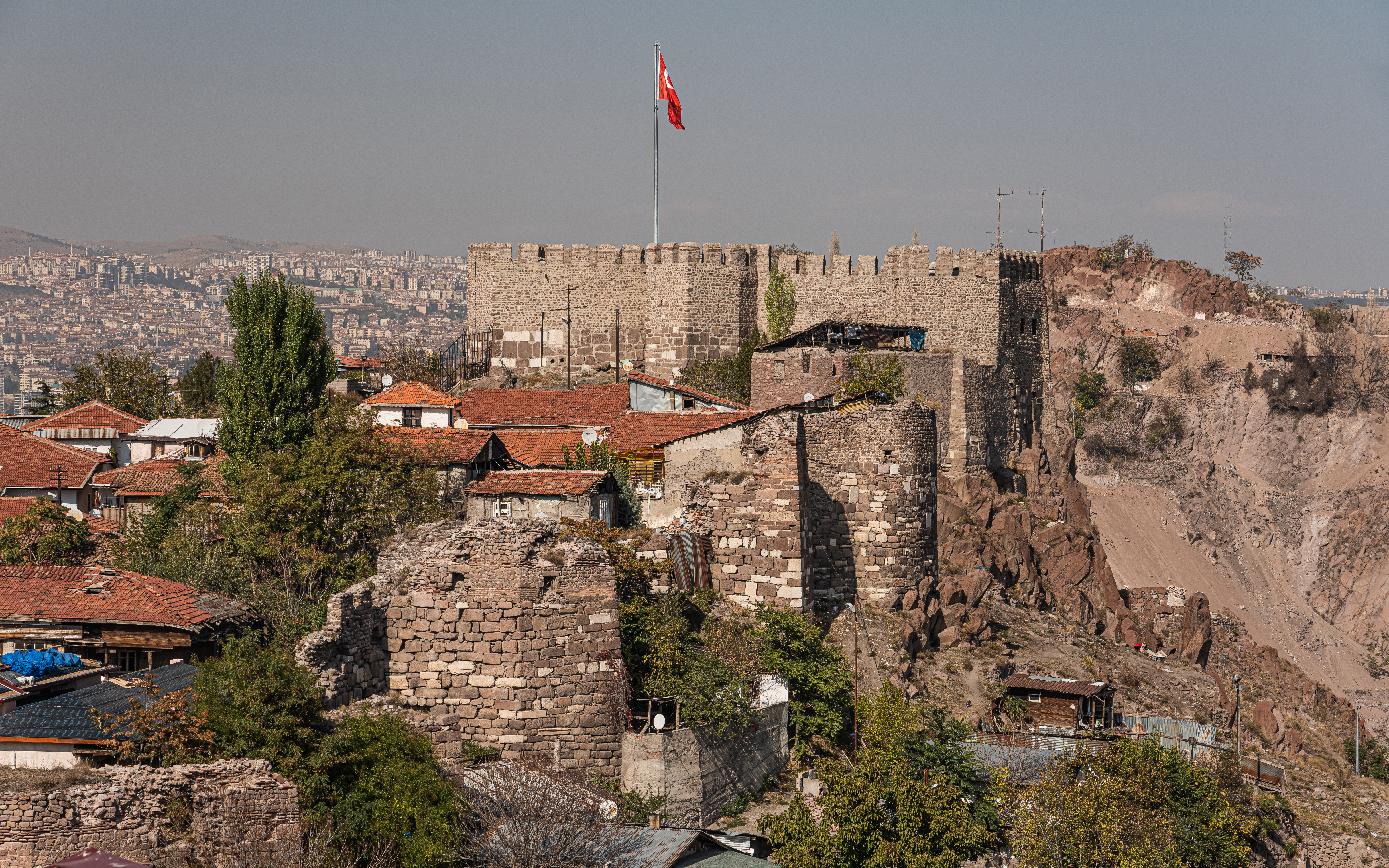
アク・ケール
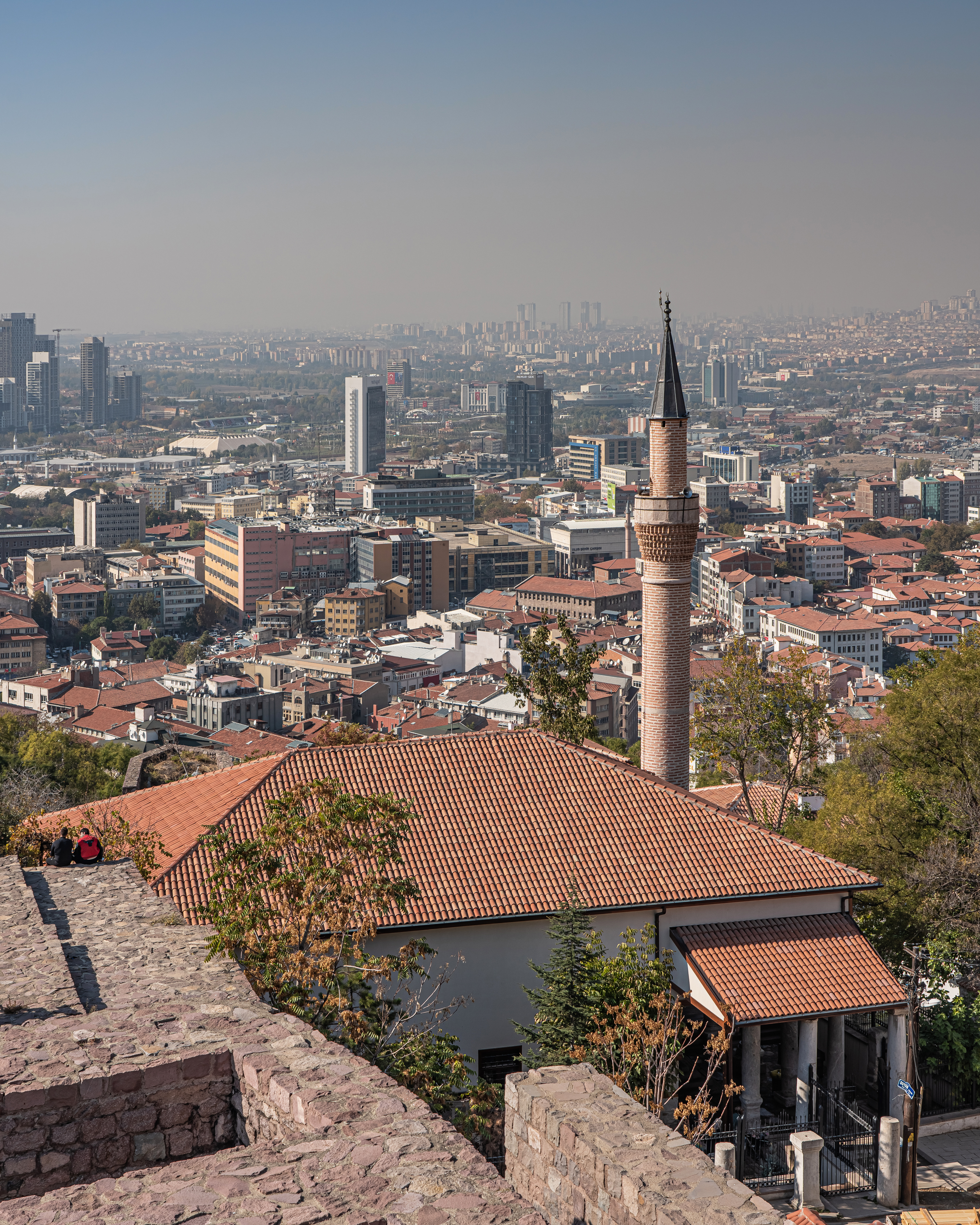
スルタン・アラエディン・モスク
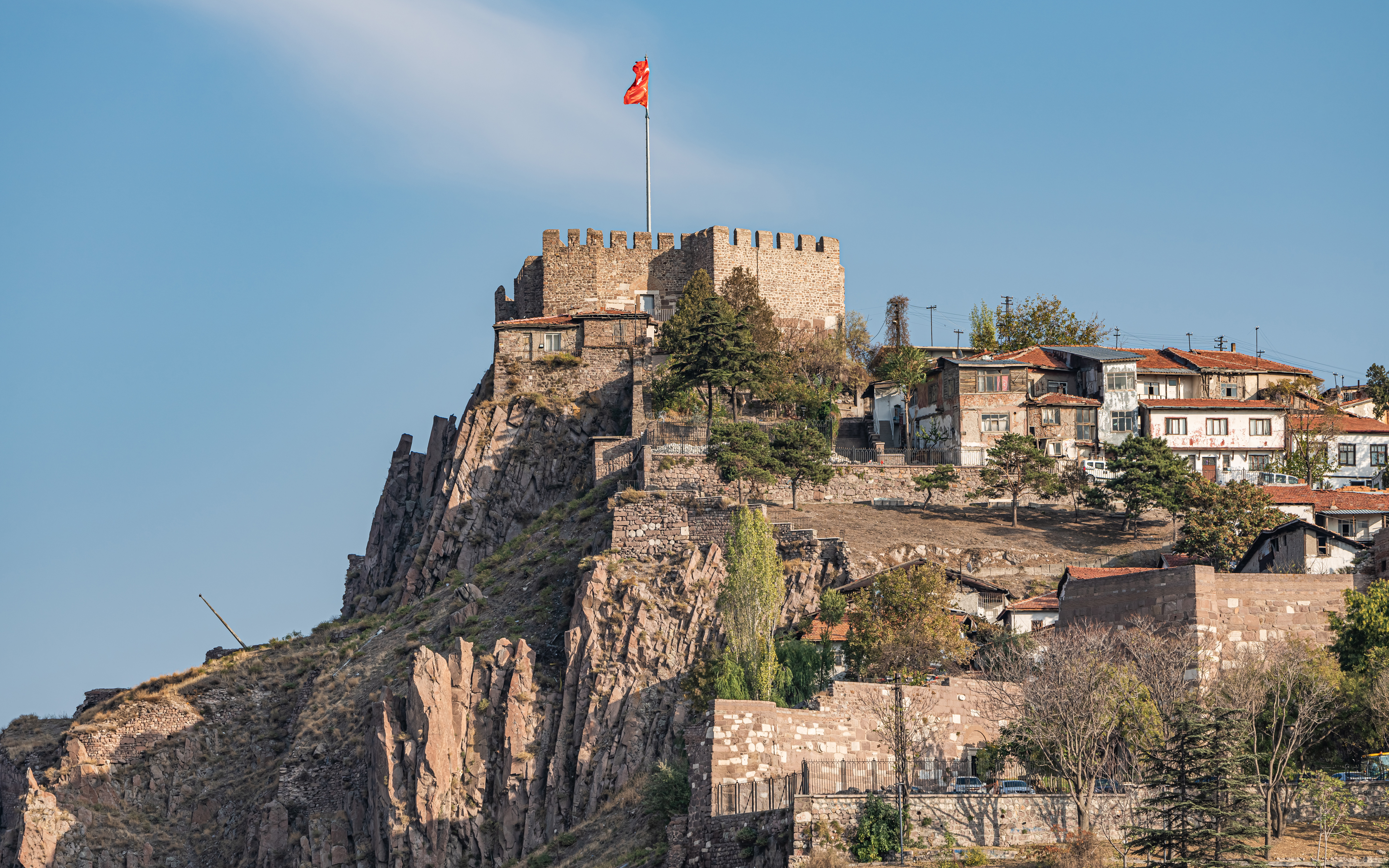
ハジュ・ベイラム・モスクから城を望む Park